# Hypsibius pallidus
Hypsibius pallidus är en djurart som tillhör fylumet trögkrypare, och som beskrevs av Thulin 1911. Hypsibius pallidus ingår i släktet Hypsibius och familjen Hypsibiidae. Arten är reproducerande i Sverige. Inga underarter finns listade i Catalogue of Life.